# تشانسيري لين (محطة مترو أنفاق لندن)
تشانسيري لين (بالإنجليزية: Chancery Lane)‏ هي إحدى محطات مترو أنفاق لندن. تقع على خط سينترال أفتتحت في المنطقة (Zone) رقم 1 أفتتحت في 30 يوليو 1900.

## معرض صور

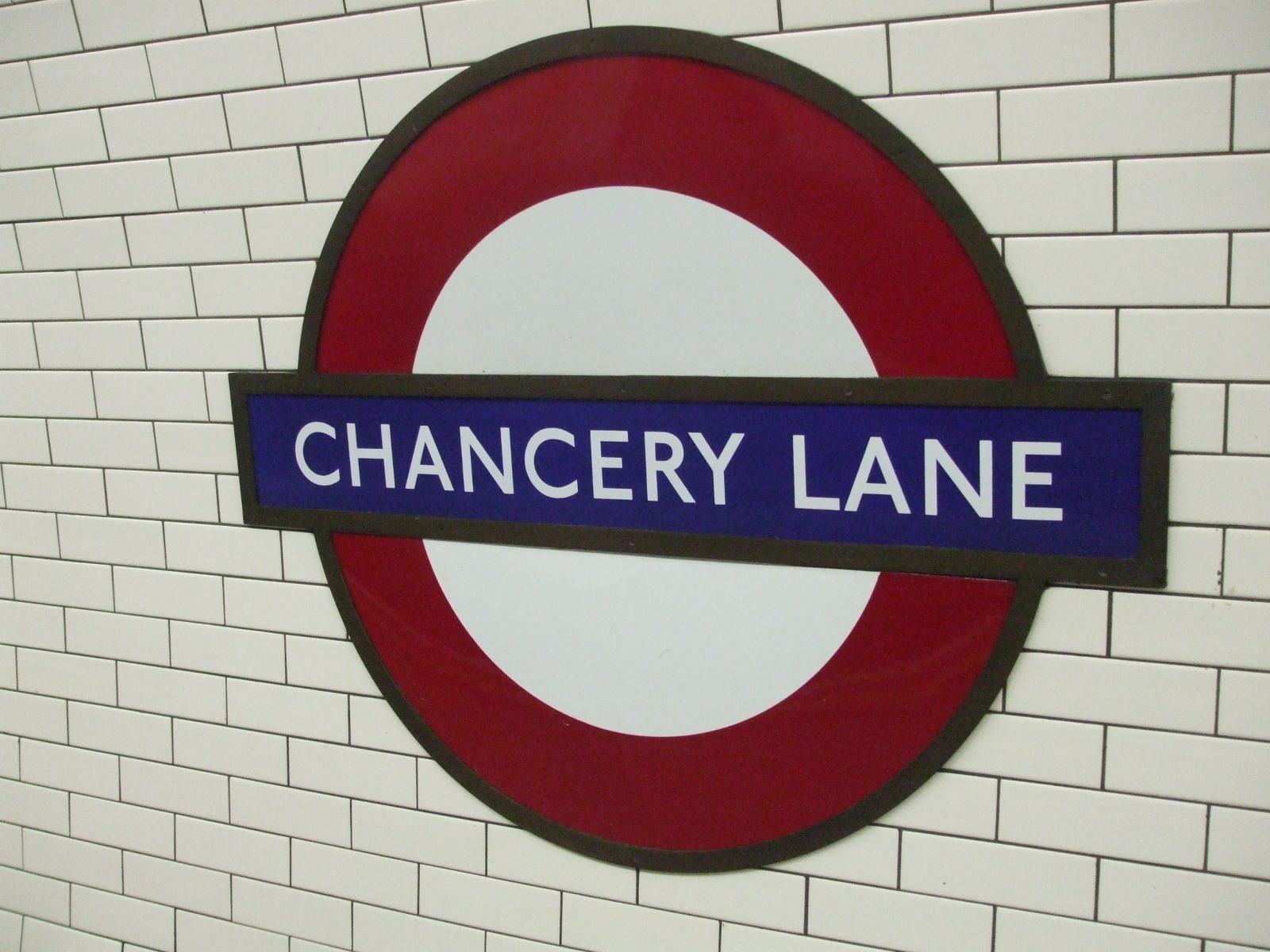
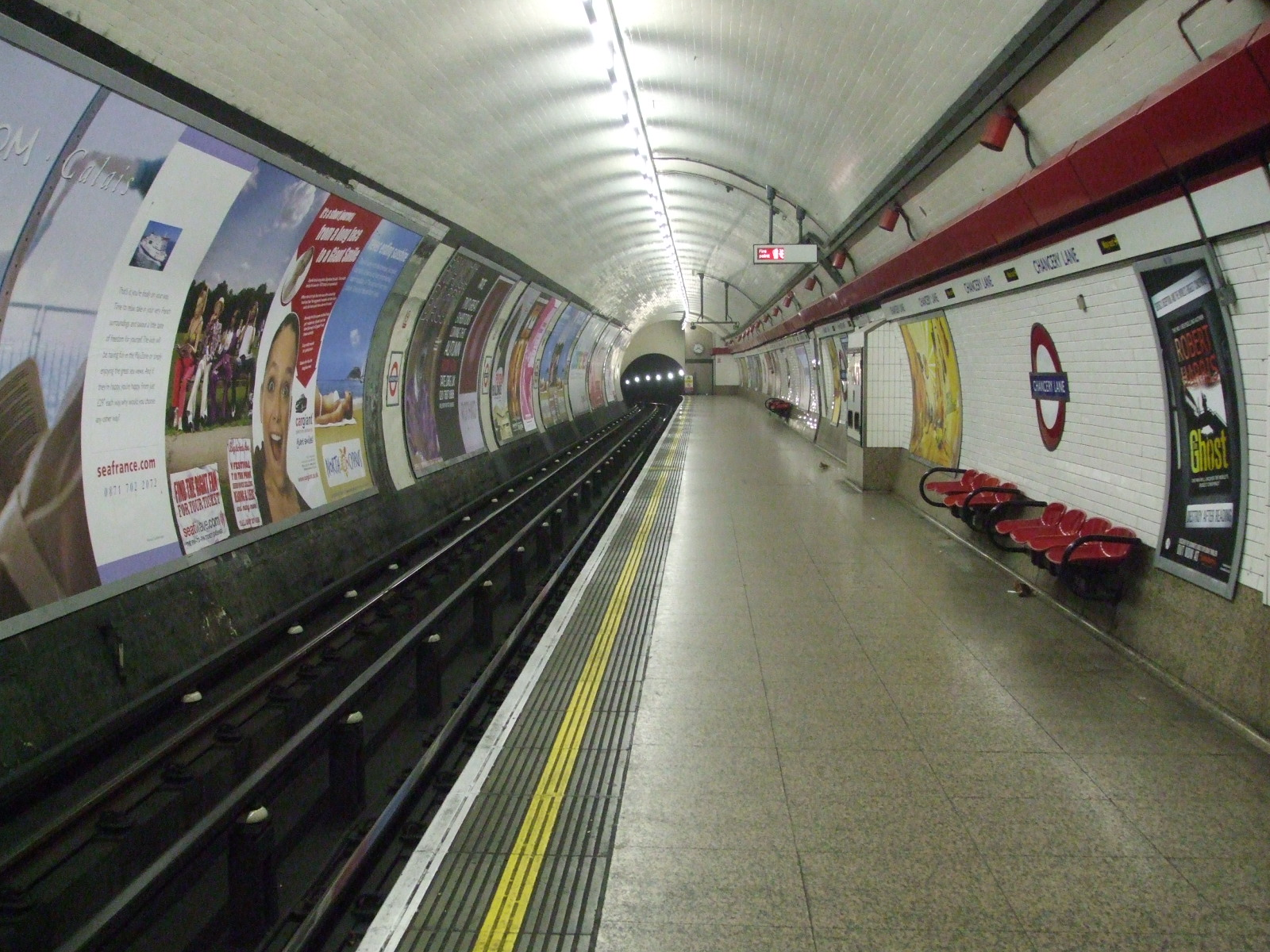
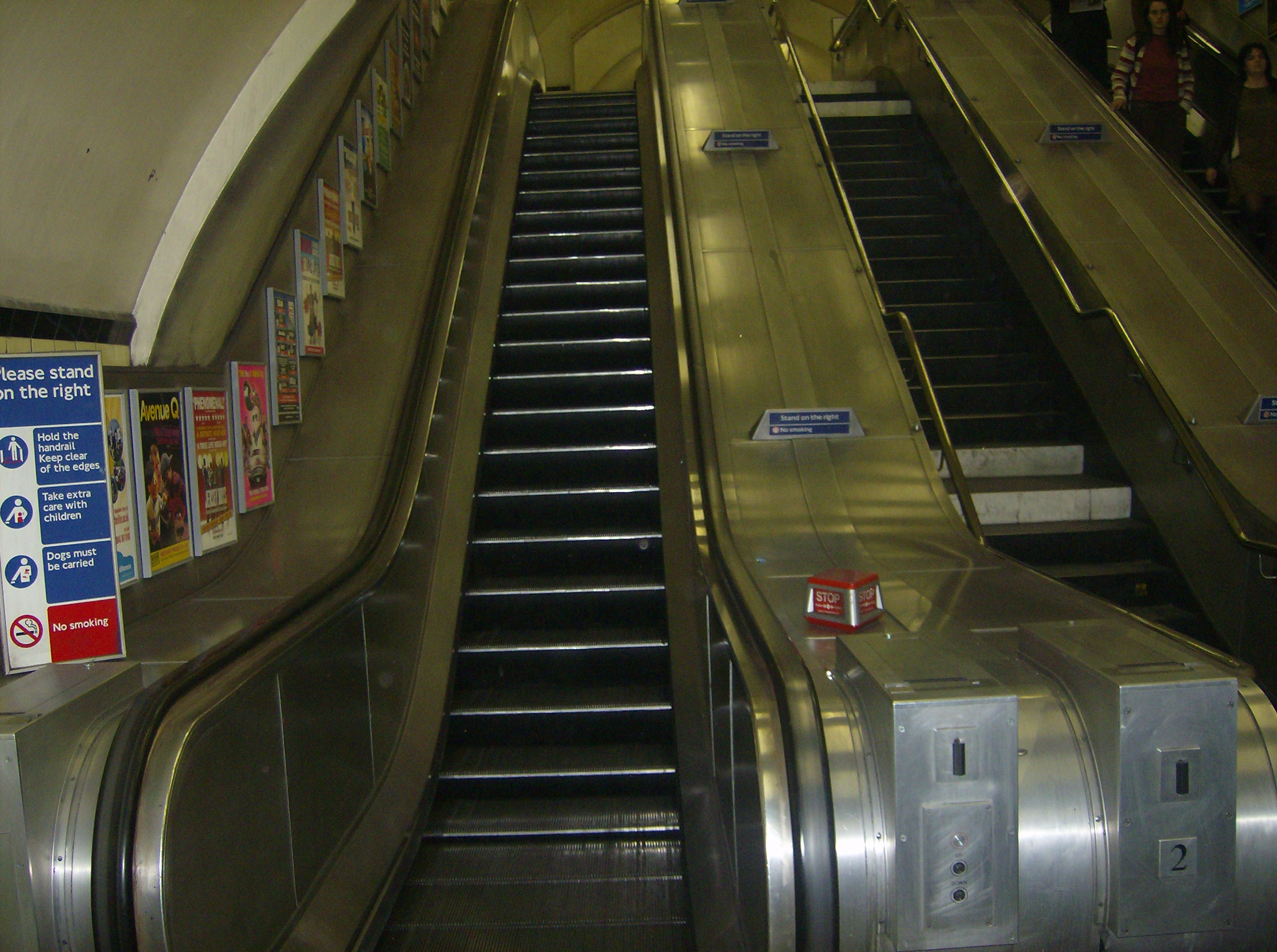
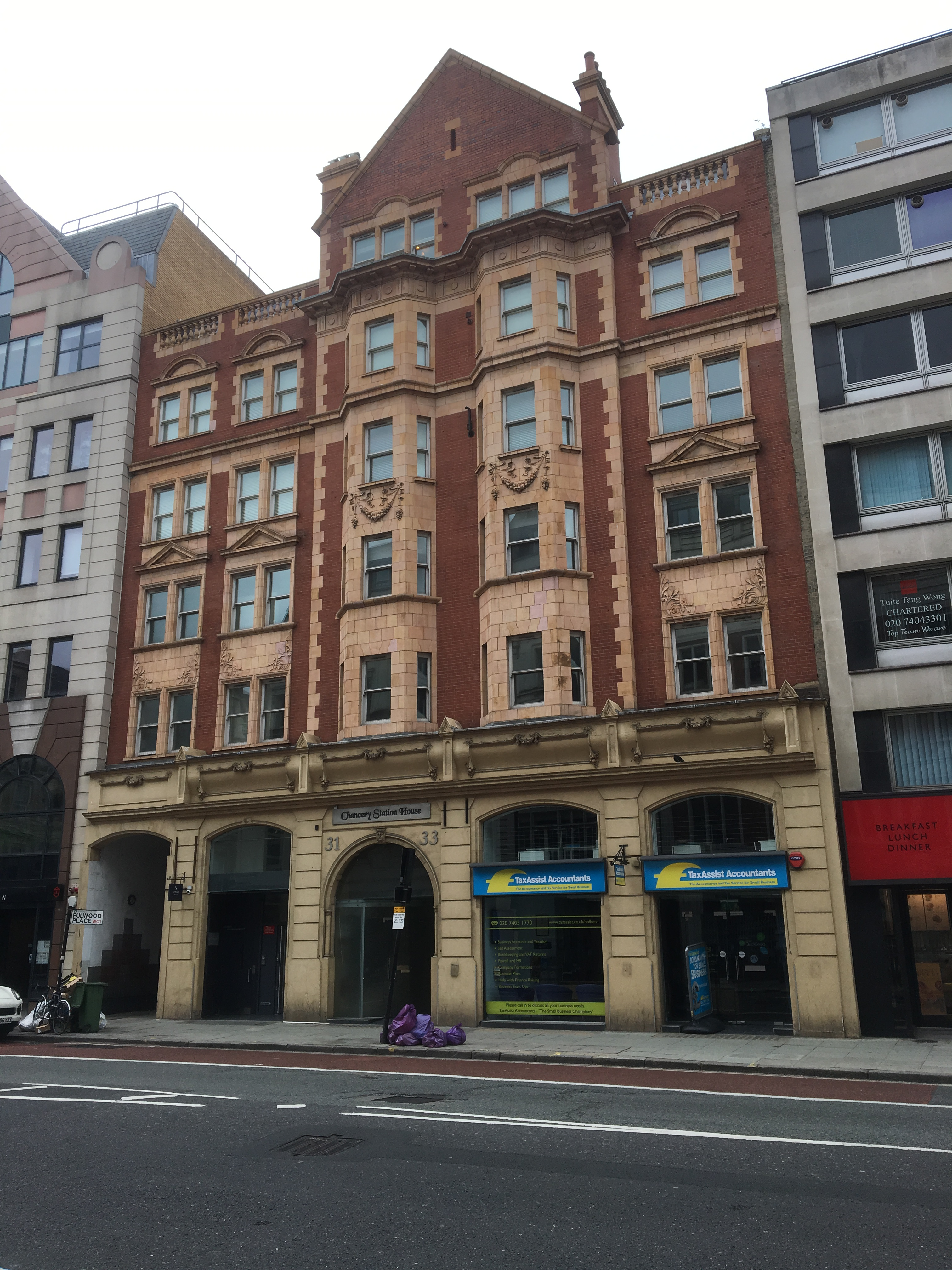
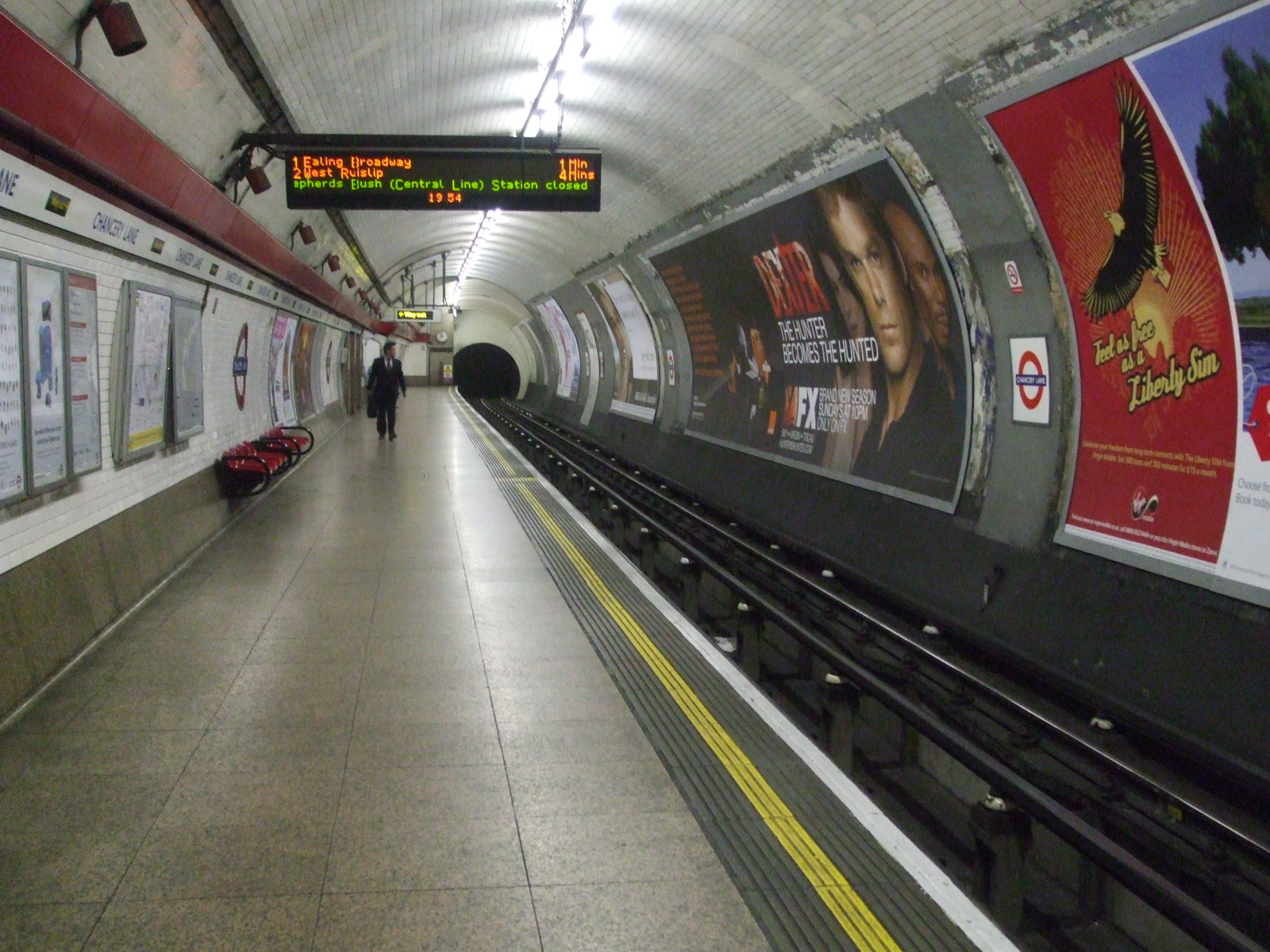